# Benzil-klorid
A benzil-klorid, más néven α-klórtoluol szerves klórvegyület, képlete C6H5CH2Cl. Színtelen, reakcióképes folyadék, melyet széles körben használnak szintézisek során.

## Előállítása
A benzil-kloridot iparlag a toluol gázfázisú fotokémiai klórozásával állítják elő:
C6H5CH3  +  Cl2   →   C6H5CH2Cl  +  HCl
Ezzel a módszerrel évente mintegy 100 000 tonna mennyiséget termelnek. A reakció gyökös mechanizmus szerint játszódik le, melyben köztitermékként klóratomok is szerepelnek. A reakció melléktermékeként benzál-klorid és benzotriklorid is keletkezik.
További módszerek is ismertek, ilyen például a benzol Blanc-féle klórmetilezése. A benzil-kloridot először benzil-alkohol sósavval történő reagáltatásával állították elő.

## Felhasználása és reakciói
Iparilag a benzil-klorid a lágyítószerként, íz- és illatanyagként használt benzil-észterek prekurzora. A gyógyszer-hatóanyagok prekurzoraként használt fenilecetsavat benzil-cianidon keresztül állítják elő, melyet benzil-klorid és nátrium-cianid reakciójával kapnak. A felületaktív anyagként használt kvaterner ammóniumsók könnyen képződnek tercier aminok benzil-kloriddal végzett alkilezésével.
A szerves kémiai szintézisekben a benzil-kloridot alkoholok és karbonsavak benzilcsoporttal történő védésére használják, melynek során a megfelelő benzil-éterek, illetve benzil-észterek keletkeznek. A benzil-klorid lúgos kálium-permanganáttal végzett oxidációjával benzoesav (C6H5COOH) állítható elő:
C6H5CH2Cl  +  2 KOH  +  2 [O]  →  C6H5COOK  +  KCl  +  H2O
Amfetamin-származékok szintézisében is használható, ezért az USA-ban a benzil-klorid az ellenőrzött anyagok közé tartozik, kereskedelmét a Drug Enforcement Administration figyelemmel kíséri.
A benzil-klorid – Grignard-reagens képződése közben – készségesen reagál fémmagnéziummal. Ilyen célra a benzil-klorid előnyösebb a benzil-bromidnál, mivel a bromid és magnézium reakciója nagyobb hajlammal ad 1,2-difeniletánt (Wurtz-szintézis).

## Biztonsági tudnivalók
A benzil-klorid alkilezőszer. (Más alkil-kloridokhoz képest mért) nagy reakciókészségét mutatja, hogy vízzel reagálva hidrolizál: benzil-alkohol és hidrogén-klorid keletkezik. Mivel szobahőmérsékleten a benzil-klorid eléggé illékony, könnyen eljut a nyálkahártyákra, ahol végbemegy a sósavfejlődéssel járó hidrolízis. Ez megmagyarázza a benzil-klorid könnyfakasztó hatását és hogy miért használták harci gázként. A bőrt is erősen irritálja.

## Fordítás
Ez a szócikk részben vagy egészben  a   Benzyl chloride című angol Wikipédia-szócikk ezen változatának fordításán alapul.  Az eredeti cikk szerkesztőit annak laptörténete sorolja fel. Ez a jelzés csupán a megfogalmazás eredetét és a szerzői jogokat jelzi, nem szolgál a cikkben szereplő információk forrásmegjelöléseként.